# Chris Durand
Christopher Allen Durand (7 de junio de 1963 en Connecticut) es un actor y doble de cine. Es un actor estadounidense de películas y de la televisión que, entre 1989 y 2005, era un renombrado doble.
Fue doble de varios actores en más de 55 películas.
A pesar de haber nacido en Connecticut, Durand fue criado en Los Ángeles, California. Graduado de UCLA con un grado en arqueología. Está casado con Aliza Washabaugh.

## Halloween: 20 Años Después
Fue apodado "Shapey" por Jamie Lee Curtis al trabajar en "Halloween H20: 20 años después".
Chris Durand jamás había visto una película de la saga de Halloween, pero decidió tomar el papel de todos modos.